# すくってごらん
『すくってごらん』は、大谷紀子による日本の漫画。女性向け漫画雑誌『BE・LOVE』にて2014年第10号から2015年第2号まで連載された。2021年に尾上松也・百田夏菜子（ももいろクローバーZ）出演で実写映画化され、米国・ライトハウス映画祭でオーディエンスアワードなど複数受賞している。

## 概要
銀行の東京本店から奈良県大和郡山市にある支店に左遷させられる形で転勤した元エリート銀行員が、金魚すくいとそれを取り巻く人々との出会いを通じて成長していく姿を描く。

## 登場人物
香芝 誠（かしば まこと）
KDS銀行・大和郡山支店の銀行員。
契約書のミスにより東京本店から大和郡山支店に左遷の形で転勤してきた。金魚すくいの店を営む吉乃に淡い恋心を抱いている。
生駒吉乃（いこま よしの）
彦じいの孫娘。金魚すくいの店を営んでいる。
出会った男性なら誰もが惚れてしまうと評判の、大和郡山が生んだ「現代のかぐや姫」。
王寺店長（おうじてんちょう）
金魚問屋「紅燈屋」店長。
大和郡山に来て間もない香芝が訪れて以降、何故か香芝になついている。店長でありながら、人前で金魚すくいをすることはない。
大和タケル（やまと タケル）
香芝が初めて金魚すくい大会に参加した時のチームメイト。プレイスタイルは序盤先行型。
酒に酔って路上に倒れていた香芝を拾い、吉乃の祖父である彦じいの欠員要員として金魚すくい大会に連れ込む。
御所 守（ごせ まもる）
香芝が初めて金魚すくい大会に参加した時のチームメイト。プレイスタイルは極めて堅実。
彦じい
吉乃の祖父。
金魚すくいの達人として子供たちから慕われている。
斑鳩カケル（いかるが カケル）
前年の金魚すくい全国大会の個人戦優勝者。
明日香（あすか）
関西を中心に活躍するタレント。
金魚すくいが得意で、前年の全国大会で5位に入賞した実績を持つ。
川西（かわにし）
KDS銀行・大和郡山支店の銀行員で香芝の同僚。
短気な性格であるが、根は優しい。
三宅（みやけ）
KDS銀行・大和郡山支店の銀行員で川西の後輩。

## 書誌情報
- 大谷紀子（作）『すくってごらん』、〈BE・LOVE〉講談社、全3巻
  1. 2014年09月12日発売、ISBN 978-4-06-380441-6[講 1]
  2. 2014年11月13日発売、ISBN 978-4-06-380451-5[講 2]
  3. 2015年02月13日発売、ISBN 978-4-06-380461-4[講 3]

## 実写映画
2021年3月12日に公開された。監督は真壁幸紀、主演は本作が映画初主演となる尾上松也。また、百田夏菜子（ももいろクローバーZ）が自身初となるヒロイン役を務めた。
ミュージカルをベースとしながらもダンスシーンを排除し、歌唱力の高い俳優陣を起用。日本人が観ても気恥ずかしさを感じないことを意図した作品となった（ジャンルとしては“新感覚ポップエンターテインメント”を謳った）。
2022年に、米国・ライトハウス映画祭でオーディエンスアワードとスペシャルメンションを受賞した。

### キャスト
- 香芝誠：尾上松也
- 生駒吉乃：百田夏菜子
- 王寺昇：柿澤勇人[7][8]
- 山添明日香：石田ニコル[7][8]
- 川西：矢崎広[7][8]
- 三宅：大窪人衛[9]
- 寛子：清水みさと[9]
- 百合：辻本みず希[9]
- 支店長：北山雅康[9]
- 下宿の女将：鴨鈴女[9]
- 通行人：やのぱん[7][8][9]
- 香芝の元上司：竹井亮介[9]
- 権太郎：川野直輝[9]
- 通行人：笑福亭鶴光[7][8][9]

### スタッフ
- 原作：大谷紀子『すくってごらん』（講談社「BE・LOVE」所載）
- 監督：真壁幸紀
- 脚本：土城温美
- 音楽：鈴木大輔、ats-、清水武仁、渡辺徹
- 主題歌：生駒吉乃（Vo. 百田夏菜子）「赤い幻夜」（EVIL LINE RECORDS）[10]
- 製作総指揮：酒巻正幸
- 製作：宮本純乃介、加太孝明、宮崎聡、羽東敏夫、長岡雅美、川上順平、巴一寿
- 企画・プロデュース：元村次宏
- プロデューサー：梶原富治、瀬崎秀人
- 協力プロデューサー：松井晶子
- アソシエイトプロデューサー：山崎勉、関根健晴、巣立恭平
- 撮影：柴崎幸三
- 照明：谷本幸治
- サウンドデザイン：石坂紘行
- 録音：赤澤靖大
- 美術：AKI
- 装飾：渡辺大智
- スタイリスト：関敏明
- ヘアメイク：菊地弥生
- 編集：瀧田隆一
- 助監督：倉光哲司
- 制作担当：柿本浩樹
- キャスティングプロデューサー：高柳亮博
- 特別協力：井村屋グループ
- 配給：ギグリーボックス
- 制作プロダクション：ROBOT
- 製作幹事・企画：東通企画
- 製作：映画『すくってごらん』製作委員会（東通企画、キングレコード、ROBOT、ギグリーボックス、関西東通、奈良テレビ放送、博報堂DYミュージック&ピクチャーズ、第一通信社）

### 講談社コミックプラス
以下の出典は「講談社コミックプラス」の記事に基づいている。書誌情報の発売日の出典としている。
1. ↑  “『すくってごらん（1）』”. 講談社コミックプラス.  講談社. 2020年10月14日閲覧。
2. ↑  “『すくってごらん（2）』”. 講談社コミックプラス.   講談社. 2020年10月14日閲覧。
3. ↑  “『すくってごらん（3）』”. 講談社コミックプラス.   講談社. 2020年10月14日閲覧。